# Eddy Posthuma de Boer
Eddy Posthuma de Boer (30. května 1931, Amsterdam – 25. července 2021, tamtéž) byl významný nizozemský fotograf známý svými portréty obyčejných lidí a portréty nizozemských spisovatelů.

## Životopis
Eddy Posthuma de Boer byl jedním z nejdůležitějších fotografů v Nizozemsku. Kariéru začal v roce 1948 jako asistent fotografie ve zpravodajské agentuře Algemeen Nederlands Persbureau. V padesátých letech začal dělat reportáže. Posthuma de Boer vždy pracoval jako nezávislý fotograf. Měl řadu klientů, včetně Het Parool, de Volkskrant, Time-Life, KRO-Studio, Avenue, Holland Herald a Sabena-Revue. Udělal také hodně práce zdarma. Byl známý hlavně díky schopnosti zaznamenávat každodenní život v Nizozemsku i mimo něj. Kromě toho vytvořil vynikající portréty umělců: fotografie spisovatelů, malířů a hudebníků, k nimž patří Nescio, Reve, Mulisch, Willem de Kooning, The Beatles a stovky dalších.
Od prvního vydání dne 7. dubna 2017 měl svou fotografii a sloupek v dvoutýdenních názorových novinách Argus. Od roku 2018 navíc s dcerou Evou psali týdenní sloupek o fotografii ve Volkskrantu : „Jeho fotka, její text“.
Jeho díla lze najít mimo jiné ve Fotomuseu v Haagu a Rijksmuseu v Amsterdamu.

## Výstavy (výběr)
- 1978 – Amsterdam, Canon Gallery
- 1979 – Parijs, Galerie Phot'Oeil
- 1996 – Breda, De Beyerd: Voor het oog van de Wereld
- 2002 – Amsterdam, Huis Marseille
- 2005 – Den Haag, Letterkundig Museum: Schrijversportretten (s dcerou Tessou PdB)
- 2006 – Rotterdam, Kunsthal: Gezichten van de Wereld
- 2008 – Scheveningen, Beelden aan Zee: Beelden van Glorie en Verval
- 2009 – Amsterdam, Galerie Weesperzijde: Al Jazeerah
- 2011 – Rotterdam,Kunsthal: Amerikanen, Afrikanen en Arabieren
- 2016 – Le Café Parisien, Saulieu, Sueur de son front
- 2020 – Fotomuseum, Den Haag

## Rodina
Posthuma de Boer se v roce 1961 vzal muzikoložku a novinářku Henriettu Klautz, dceru Teda Klautze. Spisovatelka Eva Posthuma de Boer a fotografka Tessa Posthuma de Boer jsou jejich dcerami.
V roce 2019 utrpěl mozkový infarkt doma ve svém domě v Amsterdamu-východ.
Zemřel 25. července 2021 ve věku 90 let v Amsterdamu UMC (Amsterdam Universitair Medische Centra).

## Publikace (výběr)
- Eddy Posthuma de Boer, 90. Negentig jaar, negentig foto's, negentig columns, Amsterdam, Arguspers, 2021
- Eddy & Tessa Posthuma de Boer: Muggen en olfianten. Amsterdam, Ambo/Anthos, 2020. ISBN 9789026354021
- Door het oog van de tijd. De Reve-foto's van Eddy Posthuma de Boer. Varik, De Weideblik, 2015. ISBN 978-90-77767-54-2
- Het menselijk bestaan. De wereld van fotograaf Eddy Posthuma de Boer. Eindhoven, Lecturis, 2015. ISBN 978-94-6226113-6
- Eddy & Tessa Posthuma de Boer: 222 Schrijvers. Literaire portretten. Amsterdam, Bas Lubberhuizen, 2005. ISBN 9789059370906
- Bertus Aafjes & Eddy Posthuma de Boer: Carnaval. Utrecht, Bruna, 1968
- Adriaan Morriën & Eddy Posthuma de Boer: Amsterdam Leiden, Stafleu, 1959